# Melanoplus tunicae
Melanoplus tunicae är en insektsart som beskrevs av Morgan Hebard 1920. Melanoplus tunicae ingår i släktet Melanoplus och familjen gräshoppor. Inga underarter finns listade i Catalogue of Life.